# Ordre nouveau (nazisme)
Pour les articles homonymes, voir Ordre nouveau.
L'ordre nouveau (allemand : Neuordnung), également appelé nouvel ordre européen (Neuordnung Europas), désignait la réorganisation planifiée du continent européen selon des critères territoriaux et ethniques. Cela incluait l'intégration de nombreuses régions dans le Reich allemand (pangermanisme), le déplacement et la réinstallation de populations (notamment dans le cadre du Generalplan Ost), ainsi que l'oppression, l'exploitation et, en dernier lieu, l'assassinat de millions de personnes (notamment la Shoah), avec la participation de l'économie allemande.

La mise en place de ce projet avait commencé avant la Seconde Guerre mondiale, mais a été proclamée publiquement par Adolf Hitler en 1941 :
« L'année de 1941 sera, j'en suis convaincu, l'année historique d'un grand nouvel ordre en Europe. »
Dans la pratique, les plans nazis pour l’Europe ont été un moyen de mobiliser l'Europe sous domination nazie contre l'Union soviétique, perçue comme judéo-bolchevique.
Le « nouvel ordre européen » nazi fut imaginé en 1939 par Richard Walther Darré et Alfred Rosenberg, qui voyaient dans cette réorganisation l’opportunité d'étendre l'influence allemande et d’établir une hiérarchie continentale.

## Objectifs et visions idéologiques
Les historiens sont encore divisés quant aux objectifs ultimes du projet. Certains pensent qu'il visait à assurer la domination du IIIe Reich en Europe, tandis que d’autres soutiennent qu’il aurait servi de tremplin pour une future conquête du monde et l’établissement d’un gouvernement mondial sous domination allemande.
« Le Führer a exprimé sa conviction inébranlable que le Reich sera le maître de toute l'Europe. Nous devrons encore nous engager dans de nombreux combats, mais ceux-ci conduiront sans aucun doute à de très belles victoires. De là, la domination du monde est pratiquement certaine. Celui qui domine l'Europe assumera ainsi le commandement du monde. »

 — Joseph Goebbels, 8 mai 1943 – The Goebbels Diaries

## Origine et évolution du terme
Le terme Neuordnung a été utilisé dans des contextes plus larges à travers l’histoire, notamment pour désigner des réorganisations politiques majeures comme celles de la Paix de Westphalie en 1648, le Congrès de Vienne en 1815, ou la victoire des Alliés en 1945. Toutefois, sous le Troisième Reich, Neuordnung désignait spécifiquement un désir de redessiner les frontières étatiques de l’Europe et de créer une nouvelle structure géopolitique sous domination allemande.
Le terme Nouvel Ordre Européen était, dans ce contexte, un projet de création d’un espace économique intégré, dirigé de manière centralisée par l’Allemagne. L'exclusion de l’Union soviétique était une composante importante, l'URSS étant perçue comme une entité "judéo-bolchevique" et culturellement "non-européenne".
Ce projet n’a pas uniquement visé à créer une Europe intégrée sous tutelle nazie, mais aussi à asseoir l’hégémonie allemande sur le continent. Certaines de ces idées ont été repensées plus tard dans des structures économiques et politiques européennes de l’après-guerre, où la centralisation technocratique a joué un rôle important.

## Propagande et perception internationale
Le terme Neuordnung a été largement utilisé dans la propagande nazie, mais aussi dans les médias alliés pour décrire la politique étrangère allemande et les objectifs de guerre du Troisième Reich. Il a évolué pour désigner une conception plus globale des ambitions du Reich, incluant l’établissement d’un ordre mondial. Cette approche a été comparée à celle de la Sphère de coprospérité de la Grande Asie orientale envisagée par le Japon impérial.
Aujourd’hui, ce terme est souvent utilisé pour désigner une planification géopolitique continentale qui résonne avec certains aspects des projets européens post-1945, où des élites technocratiques et une gestion centralisée ont joué un rôle important dans la construction des institutions économiques et politiques modernes.

## Idéologie raciale et géopolitique
Les nazis se sont fondés sur une doctrine racialiste qui classifiait les races humaines selon une hiérarchie, plaçant la race aryenne au sommet, et justifiaient ainsi leur projet de domination mondiale. Ce concept de suprématie raciale était lié à des stratégies géopolitiques d’expansion, notamment vers l'Est, selon l'idée de Lebensraum.
Les idées d'Hitler, formulées dans Mein Kampf et influencées par le géopoliticien Karl Haushofer, visaient à étendre le territoire du Reich pour assurer un contrôle durable sur le centre eurasien, afin de garantir la domination de l'Allemagne sur le monde.